# 岡田式静座法

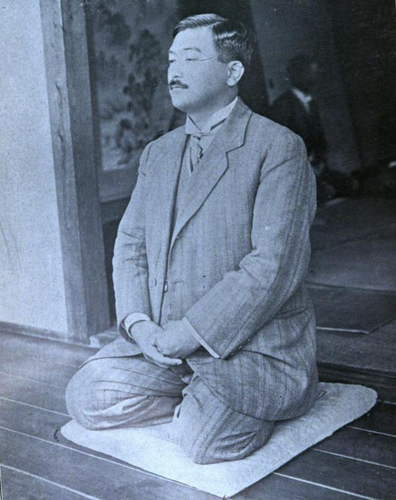
静座する考案者の岡田虎二郎

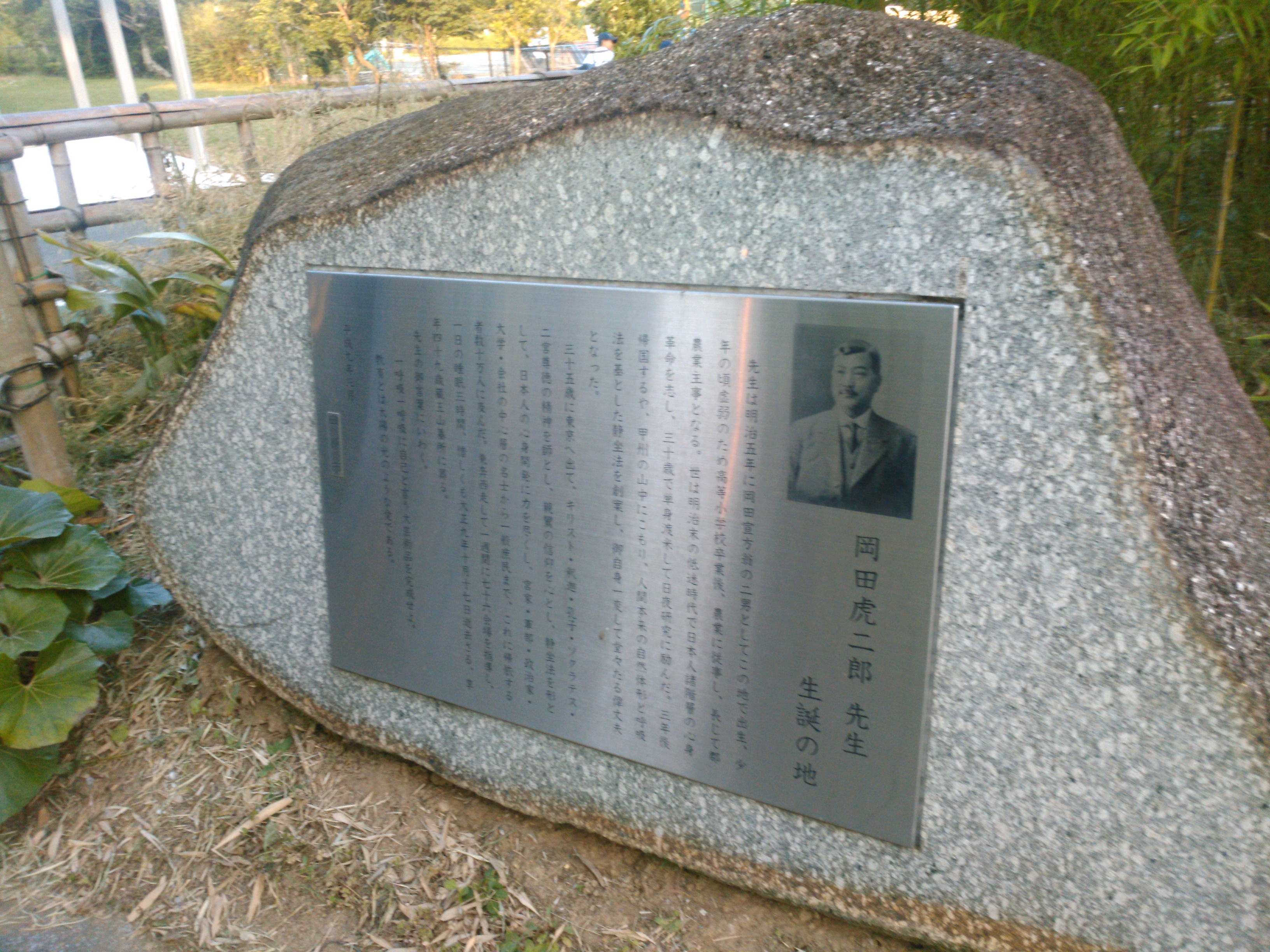
岡田虎二郎 生誕の地 石碑（愛知県田原市田原町）

岡田式静座法（おかだしきせいざほう）は、岡田虎二郎によって創始された心身修養法。正しくは、岡田式静坐法と表記する。大正時代の健康、修養ブームの火付け役となった。

## 概要

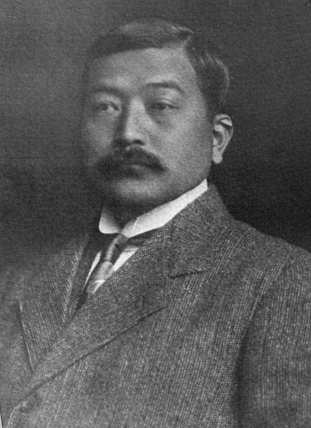
岡田虎二郎

物理的に最も安定した正しい姿勢を確立し、長く鼻から吐く呼吸を行いながら下腹丹田を充実する坐法。岡田によれば、静坐すれば心の平和を得、泰然たる静寂も、不敵の胆力もこれから生まれるという。大正時代に民間療法としても一大ブームになったが、その後現在まで多くの愛好者により各地で続けられている。（下記外部リンク『静坐の友』参照）
方法としては次のような姿勢で行う。
- 両足を土踏まずのところでＸ字型に深く組む（いわゆる「正座」を深くした形）。膝頭の間隔は男性は拳二つ、女性は拳一つほど。
- 腰をしっかりと立て、背筋をまっすぐにする。
- 鳩尾（みずおち）を落とし上半身、胸と肩の力をゆるめる。引力にピタッと沿った物理的に最も安定した姿勢を体得する。
- 両手は親指を片方の手で握り、深く軽く組んで腹につけ、掌を下にして腿の上に置く。
- 首を真っ直ぐ、頭を垂れず、眼は軽く閉じ顎を後ろに引く。口も閉じる。

そして次のように呼吸する。
- 静かに鼻から息をそろそろーと徐々に長く吐きながら下腹丹田に力を入れていく。その時は胸を張らず、みずおちを落としながら長く吐く。上腹部が内側に凹んでいくことが肝要。また、息は全部吐き切るのではなく二分くらい少し残す。
- 下腹の力をゆるめると、鼻から息は一瞬で入る。意識的に吸うのではなく自然にまかせる。息が入る時、上腹部は一瞬で膨らむ。
- 息が入ったらすぐにまた鼻から息を同じように、そろそろーと徐々に長く吐きながら下腹丹田に力を入れていく。これを繰り返す。
- 息を止めたり、息んだりしてはならない。
- 胸を使わず、お腹だけで呼吸する。息を吐いている時は徐々に上腹部は内側に凹んでいき、下腹丹田は充実していく。

この際、無念無想や精神集中ということを考えず、雑念が生じても放っておいてただ息を出しながら下腹に力を入れることに心をもっていく。
岡田式静坐法は座禅に近いと言われる。しかし座禅における座布が不要であり、日本人の伝統的な生活習慣坐法を活用したものである。なお、椅子に腰かけても静坐はできる。その際は、椅子の前の方三分の一くらいに浅く腰かける。決してもたれてはならない。あとの姿勢と呼吸の要領は同じ。

## 岡田虎二郎

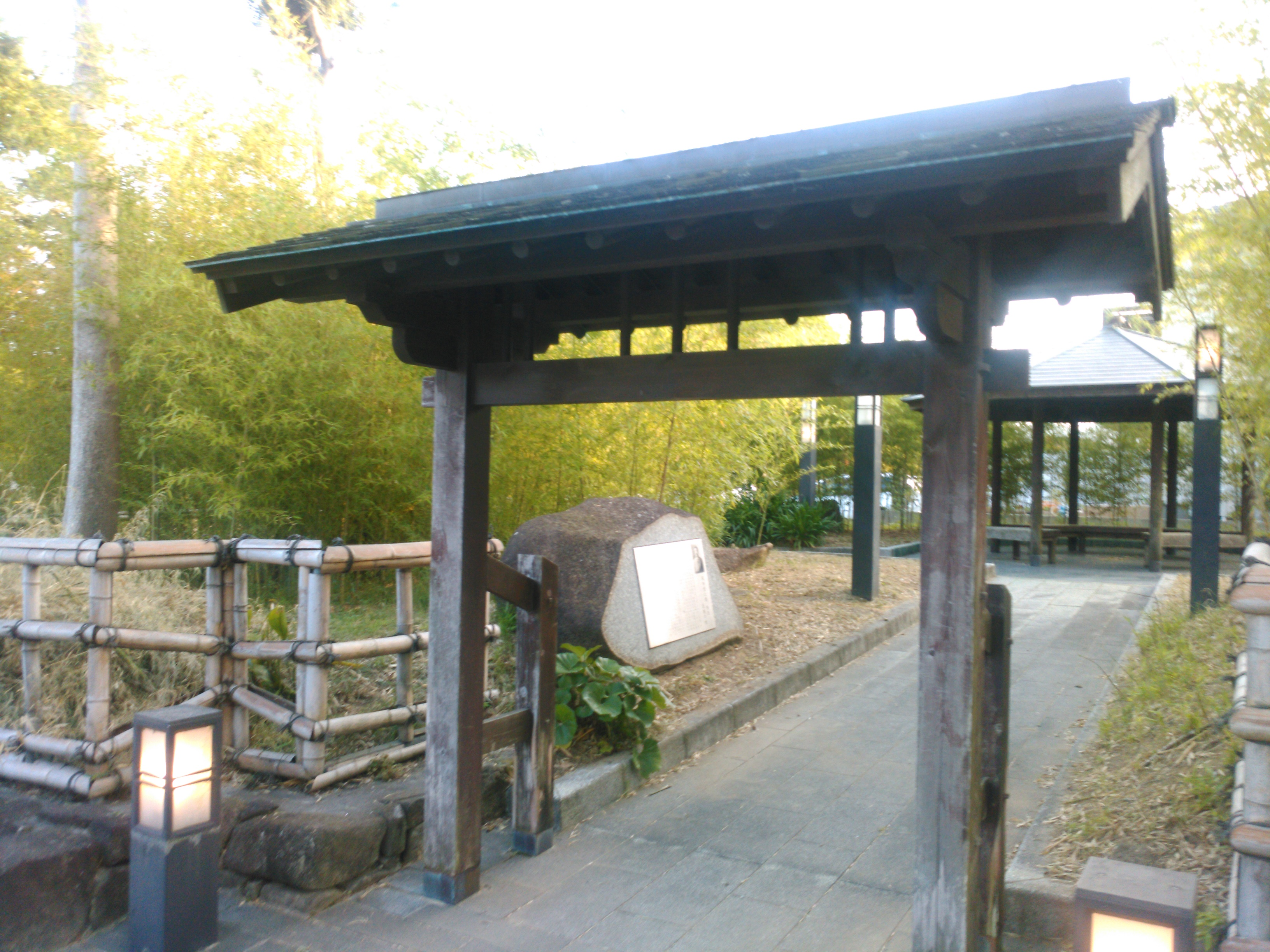
岡田虎二郎邸宅跡（田原市田原町）

岡田（1872年 - 1920年）は、三河国渥美郡田原町（愛知県田原市）の旧田原藩士族の次男として生まれた。父親は郡役所の書記などをしていた。早産で生まれ、生まれつき虚弱であったが、13、4歳の時に一種の霊感を受けたといい、心身が一変、強健となって、以来心身の改造に志した。16歳で高等小学校を卒業後農業に従事し、農事講習会にも熱心に参加して独自の害虫駆除法を編み出したほか自作米で全国一位を受賞するなど農業改良運動家として活躍する一方、植物の改良だけでなく、自身の心身改良のため食生活の研究や鍛錬法などを試みた。1901年渡米して見聞を広め、ヨーロッパを経由して1905年に帰国し、地元の素封家の娘と結婚し一女をもうけるも翌1906年に離婚。甲州の山にこもったのち東京で働く兄弟を頼って上京し、自己鍛錬の日々を送る。1907年に、心身病弱者を救済するという広告を新聞に出し、実際に治癒に導いたことから次第に訪ねる人も増え、1910年ころには相当の評判を呼び、日暮里の本行寺を借りて静坐会を始めた。1911年には「岡田式呼吸静坐法」の雑誌連載が始まり、それをまとめた単行本はベストセラーとなった。
自身は巨体、睡眠は4時間で、午前4時に起床し、5時に朝食、食事は簡素で、1日2回の水浴をするという生活を送った。文化人、芸術家、政治家などの有名人をはじめ、多くの信奉者を抱えていたが、49歳のときに尿毒症で急死。盛況だった静坐会も一気に衰退したが、岡田の死後もいくつかの静坐会は各地で存続した。妻との間に娘礼子。
静坐会は都内だけで百数十か所で開催され、正式な登録会員だけでも2万人いたと言われる。岡田式の実践者とされる著名人には、木下尚江、田中正造、相馬黒光、高田早苗、天野為之、浮田和民、岸本能武太、坪内逍遥、東儀鉄笛、閑院宮・東伏見宮夫妻、徳川慶久、安田善次郎、徳川慶喜、渋沢栄一、中里介山、島村抱月、村井弦斎、郭沫若、中原悌二郎、芦田惠之助、筧克彦、福来友吉、柳田誠二郎、岡田完二郎、橘孝三郎、八代六郎、今岡信一良、小山東助、星島二郎、足利浄円、加藤高明、西田天香、宮澤賢治、正田貞一郎、後藤新平、夏目鏡子、佐保田鶴治、倉田百三、寿岳文章などがいた。

## 静坐の心構え（岡田虎二郎先生語録より）
- あえて求むるなかれ。無為の国に静坐せよ。坐するに、方三尺のところあらば、天地の春はこの内にみなぎり、人生の力と、人生の悦楽とはこの中に生ずる。静坐は真に大安楽の門である。
- 静坐するには何らかの希望を持ってはいかぬ。静坐して悟りを開こうなどと思うのは間違いである。
- 無念無想になろうとか、精神統一とか、精神集中なんどは一切考えてはいけません。
- 眠っているような状態を求めるのは誤りである。過去を思わず未来を考えず、妄想を起こさずに、ただ姿勢を正しくして腹に力を入れることだけを考えればよい。
- つねに身体の重心を安定させることを心がけていればよい。身体が定まらないで心を静かにしようとするのは、桶を揺り動かして、中の水を静かにしようとするようなものである。
- 静坐の姿勢は自然法に合する姿勢だ。五重の塔が倒れぬのは、垂直線がしっかりしていて物理的均整をたもっているからだ。静坐の姿勢で坐っていると前後左右から突かれても倒れない。
- 体の垂直線がきまれば心の垂直線もきまって、泰然たる静寂も、不敵の胆力もこれから生まれる。
- まず、先に腰をきめる。腰を立てよ、一番大切なことを忘れてはいかぬ。大木が根を張ったように。
- このままじっとして、呼吸を静かに、鼻から長く息を吐き出しながら、お腹へ、できるだけ力を入れていただきます。
- 一息一息に満身の力がこの一点（丹田）に集まるように。
- 無念無想になろうとするな、ただ油断なきこと。腹の力を抜かぬこと。
- 静坐中いろんなことが思われるのは、思うまいとしないで、風の通るように勝手に通らせておいて、心を丹田の方にもって来るのです。静坐中、丹田の力を忘れたりしてはいけません。
- 嫉妬、憎悪、憤怒、野心、疑心、その他の悪徳のおこる時は、丹田の力が抜けています。
- われわれはいつも心を平和にして下腹に満身の力を入れていて、悲哀、怨恨、憤怒、嫉妬等のごときあらゆる悪徳を心にとどめてはならぬ。寒暑の変化、黴菌の侵害等、すべて外物の刺激のために、わが心身を制せられてはいかぬ。これらのために侵害せらるるは、畢竟、我が方に油断があり、すきがある故である。
- ヤジロベエという玩具は、これを指頭にのせ千変万化に動かしても倒れない、落ちない。ヤジロベエを見ればよくわかる。これが静坐の根本である。
- 静坐の姿勢は厳格でなければならぬ。少しくらい間違っても、肉体上には相当の功を収めるが、本当に人格を完成することはできぬ。
- 静坐していれば智・徳・体、皆発達する。人は心身さえ修養により改造し得ば、誰人の頭も有為の能力を発揮する。
- いわゆる静坐は静坐の本義ではない。行住坐臥、一挙手一投足が静坐にならねば駄目だ。
- 一呼吸、一呼吸に自己という大芸術品を完成せよ。
- 丹田の外の力はすっかり抜いて。
- まあ黙ってお坐りなさい。

## 静坐の時間
- 朝起きてすぐ30分、就寝前30分くらい毎日行うのが良いが、初心者は10分、15分から始めてよく、だんだん時間を延ばして回数もふやす。毎日継続して実践することが基本。
- 慣れてくれば、終日行住坐臥、つまり歩いている時も、立っている時も、坐っている時も、執務、食事、面談、電車の中で立っていても坐っていても、つねに腰を落とさず、みなこれ静坐であるように心掛ける。

## 呼吸
- 吐く息はとても長く、入る息は一瞬。吸うことは考えなくても勝手に入る。1分間に6回以下、3回までになるととても落ち着く。
- 呼吸は吐くとき下腹部に気を張るようにし、下腹に力がこもるようにする。吐くときは胸、みぞおちを虚にし、吐く息はゆるく長くし、熟達すれば吐くときに下腹が膨れてかたくなり、力が満ちて張り切るようになる。吸うときは空気が一瞬に胸腔に満ちて上腹部は自然に膨らむ。そのとき臍下の張りは軽くゆるみぎみになる。ただ臍下には不断の充実を要する。吸う息は短くてよい。熟達すれば呼吸は平静になり、人にわからないほどになる。

## 注意
- 臍下に力を入れるために、息んだり、息を止めたり、全身をかたくして力んではならない。
- 重症患者、出血者、出血時、有熱者、その他安静平臥を要する者はおこなってはならない。
- 健康者、虚弱者、老若男女これを試みて、意にかなう者は継続して可である。

## 読書案内
- 柳田 誠二郎『岡田式 静坐のすすめ』地湧社 1983
- 柳田 誠二郎『岡田式 静坐の道』地湧社 1984
- 柳田 誠二郎『岡田式 静坐のこころ』地湧社 1988
- 佐保田鶴治・佐藤幸治編著『静坐のすすめ』創元社 1967
- 山辺習学『心身鍛錬之書』東洋経済出版部 1939 https://dl.ndl.go.jp/info:ndljp/pid/1220834
- 足利浄円『坐』同朋社 1942 https://dl.ndl.go.jp/info:ndljp/pid/1039633
- 足利浄円『坐・岡田式静坐健康法』光雲社 1988
- 小松幸蔵『岡田虎二郎 その思想と時代』創元社 2000
- 『岡田虎二郎先生語録』静坐社 1937 https://dl.ndl.go.jp/info:ndljp/pid/1110296
- 小林信子『静坐 はじめての方に』静坐社 1966
- 小林信子『静坐入門』静坐社 1976
- 小林信子『素晴らしい道、静坐』静坐社 1979
- 『静坐への道』静坐社 1963
- 『静坐の道』静坐社 1987
- 小林参三郎『生命の神秘：生きる力と医術の合致』静坐社 1922
- 小林参三郎『自然の名医 : 医術に応用されたる静坐』春秋社 1924 https://dl.ndl.go.jp/info:ndljp/pid/935376
- 小林参三郎『静坐物語 生きる力』鷲峰社 1959
- 横山慧吾『静坐療法』創元社 1983
- 『岡田式静坐法』実業之日本社 1912
- 『岡田虎二郎先生 生誕百四十年記念 静坐創始者 岡田虎二郎』田原静坐会 2012
- 笹村草家人編『静坐 岡田虎二郎 その言葉と生涯』無名会 1974
- 笹村草家人編『静坐 岡田虎二郎 その言葉と生涯 続』東京静坐会 1977
- 細川 基博『岡田式静坐法の実践―驚異の威力!若がえり!』東京図書出版会 2002
- 齋藤孝『代表的日本人』筑摩書房 2008
- Karlfried Graf Durckheim 『Hara: The Vital Center of Man』Inner Traditions
- Joshua Shapiro 『The Life & Times of Okada Torajiro and his Seiza approach to self-harmonization』Kyoto Journal 2015 https://static.wixstatic.com/ugd/cd2df5_595a647fa00c4f7a96f7a22483af1fe1.pdf